# Worthville (Kentucky)
Worthville es una ciudad ubicada en el condado de Carroll en el estado estadounidense de Kentucky. En el Censo de 2010 tenía una población de 185 habitantes y una densidad poblacional de 279,02 personas por km².

## Geografía
Worthville se encuentra ubicada en las coordenadas 38°36′35″N 85°4′7″O / 38.60972, -85.06861. Según la Oficina del Censo de los Estados Unidos, Worthville tiene una superficie total de 0.66 km², de la cual 0.66 km² corresponden a tierra firme y (0.39%) 0 km² es agua.

## Demografía
Según el censo de 2010, había 185 personas residiendo en Worthville. La densidad de población era de 279,02 hab./km². De los 185 habitantes, Worthville estaba compuesto por el 94.05% blancos, el 1.62% eran afroamericanos, el 0% eran amerindios, el 0% eran asiáticos, el 0% eran isleños del Pacífico, el 0% eran de otras razas y el 4.32% pertenecían a dos o más razas. Del total de la población el 0% eran hispanos o latinos de cualquier raza.